# Kolonia Sitno
Kolonia Sitno – wieś w Polsce położona w województwie lubelskim, w powiecie zamojskim, w gminie Sitno.
| SIMC    | Nazwa      | Rodzaj    |
| ------- | ---------- | --------- |
| 0898248 | Stara Wieś | część wsi |

W latach 1975–1998 miejscowość administracyjnie należała do województwa zamojskiego.
Wieś jest sołectwem w gminie Sitno. Na terenie wsi znajdują się m.in.: szkoła podstawowa, kaplica Świętego Alberta i remiza Ochotniczej Straży Pożarnej.
Wierni Kościoła rzymskokatolickiego należą do parafii Podwyższenia Krzyża Świętego w Horyszowie Polskim.

## Galeria

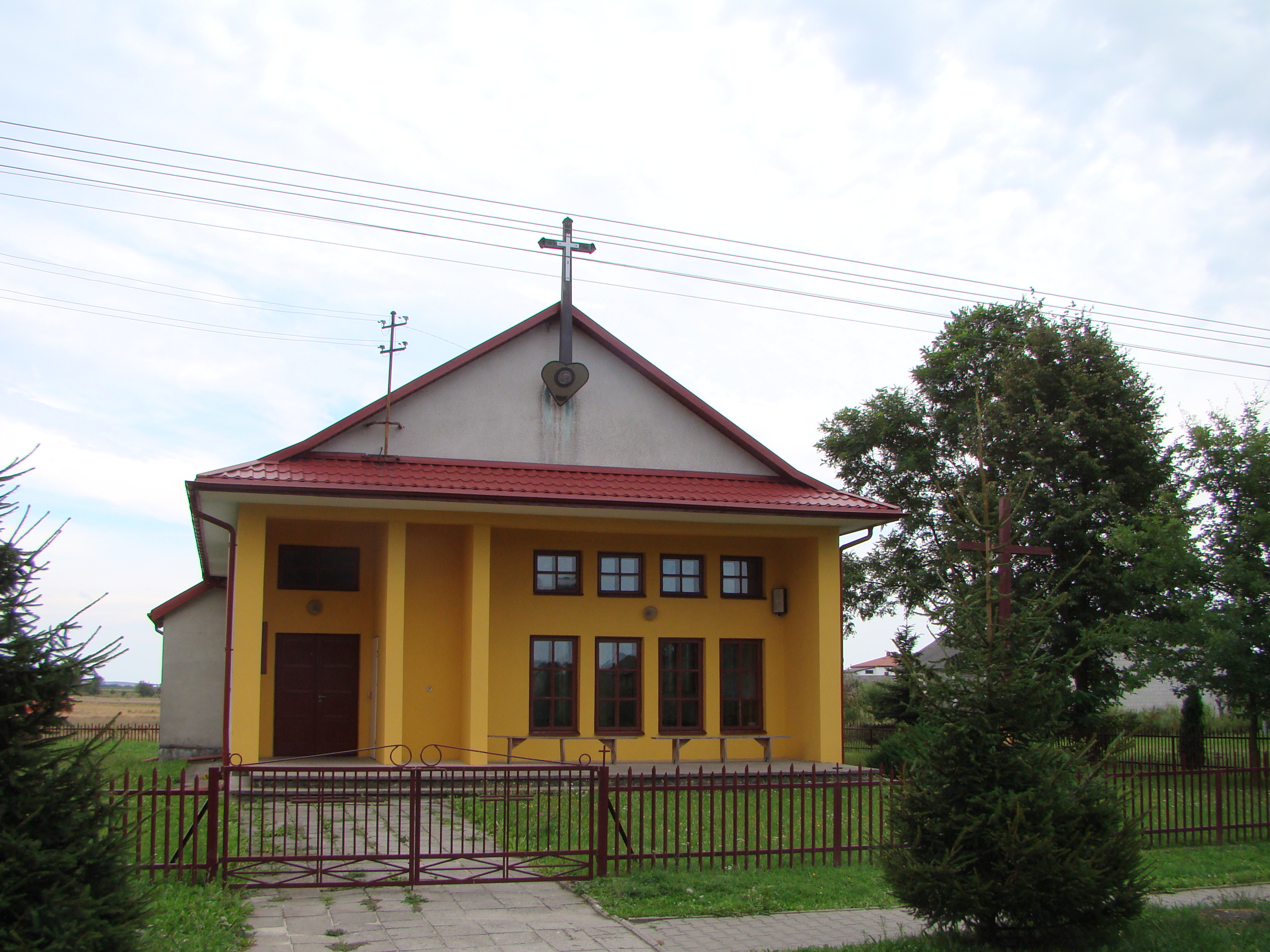
Kaplica Świętego Alberta
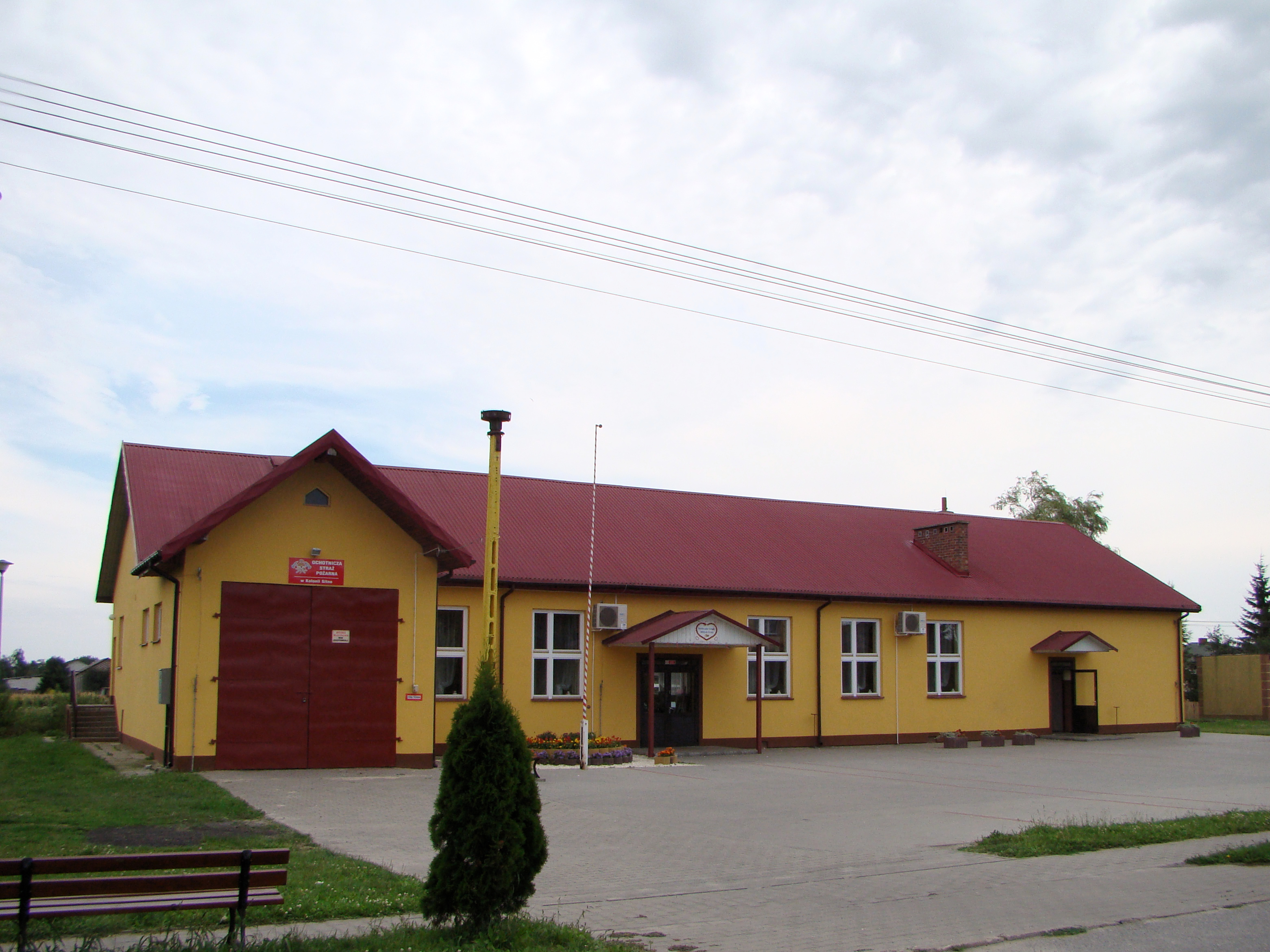
Remiza OSP
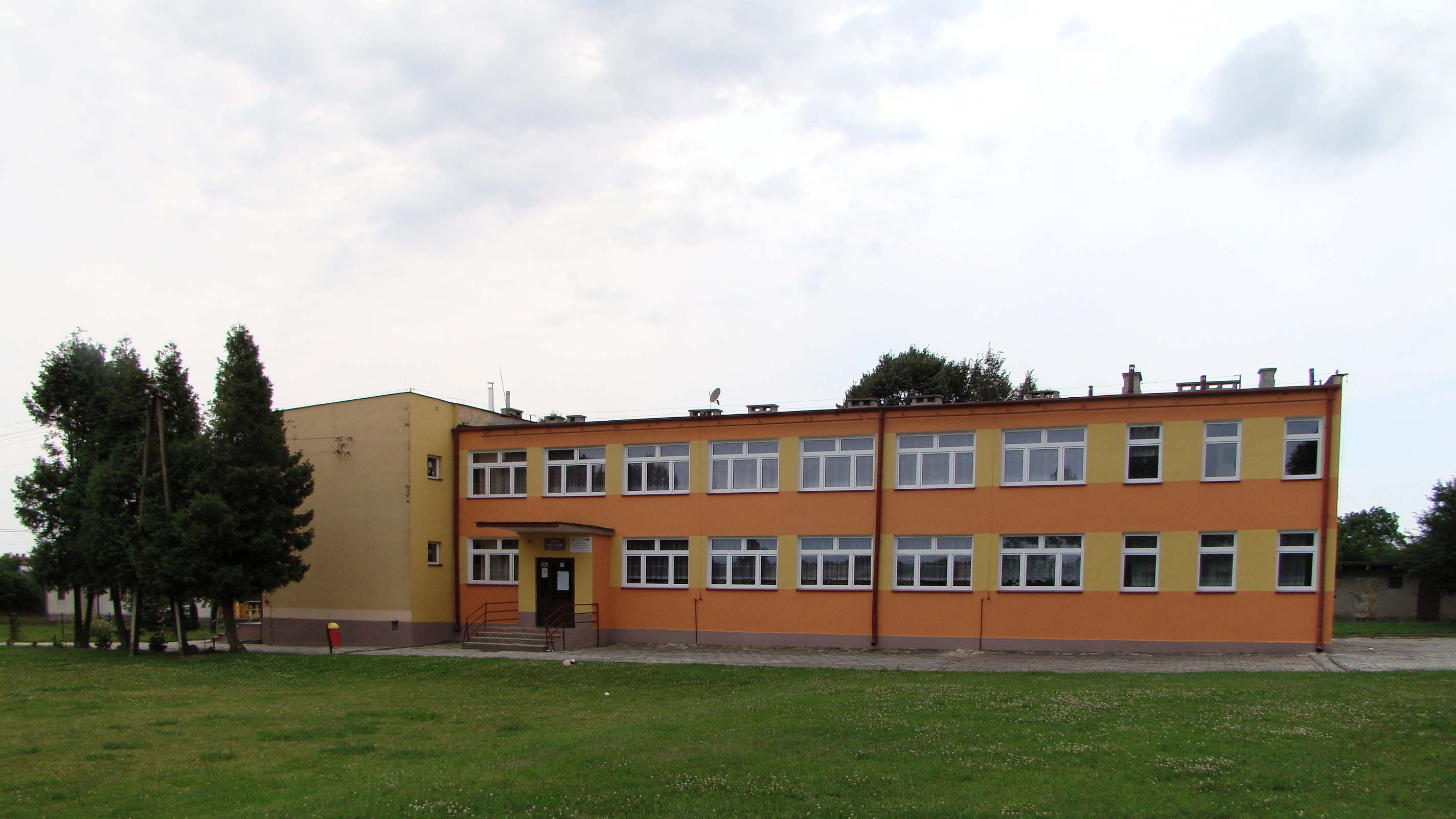
Szkoła podstawowa w Sitnie